# くりおね
くりおねは、日本のお笑いトリオ。所属はワタナベエンターテインメント。2012年結成、2019年解散。

## メンバー
- 嘉数 正（かかず しょう、1988年4月18日 - ）
  - 沖縄県出身
  - 身長169cm
  - ボケ担当
  - 沖縄県立嘉手納高等学校卒業[1]
  - 趣味はホラー映画鑑賞（特に『ゾンビ』）、カラオケ[2]。
  - 特技は段ボールの家具作り[2]、低予算料理作り[3]。
  - ゲームではバイオハザードシリーズでのナイフクリアの技が得意[3]。
  - 下述の上田雅史とは対照的に貧しい少年時代を送る。父親の借金が元で自宅が差し押さえられ、新しい住まいが決まるまでの約2週間、テトラポットの隙間の中に住み、フナムシなどを食べて暮らしていたことがあった。なお、この後に決まった“新居”は貨物用コンテナだった[4][5]。
  - ある年のキングオブコントで敗退した時に、さほど悔しがることなく冷めたような態度を見せていたことを上田雅史に「やる気が無いのか。病気じゃないのか、病院に行けよ!」と皮肉気味に責められたのを真に受け、やる気が無いことについて「精子に原因がある可能性」ということをインターネットで検索して見つけ、病院に行って検査してもらったところ、その時は精子はたった一つだけしか見つからなかったが、それがものすごく大きいということがわかり、その精子が研究対象としてハーバード大学に持って行かれたということがあった[6][リンク切れ]。

- 上田雅史（うえだ まさし、1988年4月13日 - ）
  - 大阪府大阪市阿倍野区出身
  - 身長173cm
  - ボケ担当
  - 東大阪大学柏原高等学校
  - 特技は野球（は小学生時代から高校生時代まで11年間やっており、ボーイズリーグ小学部時代に近畿選抜大会で優勝経験がある[7]。空手（4歳から11歳までやっており、初段黒帯の段位を持っていた）[7]、ローラーブレード（4歳から8歳までやっていた）[7]。また他にはサッカーも好む[2]。
  - 好きなゲームはウイニングイレブン[2]。
  - 父親は年商30億円を誇る大阪のIT関連事業の社長。父から高級マンション2棟をプレゼントしてもらい、その家賃と飲食店経営で高い収入を得ている[8]。相方の嘉数を経営する飲食店の店長として雇っている。
  - クレジットカードもブラックカードを所有している[9]。ライブなどの現場に入る時には、タクシーで来ても少し手前で降りて改めて電車を利用して徒歩で入り、悪い意味で目立たないようにしているという[8][10]。また、トレーニングジム通い、パソコンの勉強などを希望すれば、そのために父親がその専門スクールを作って用意してくれていたという[11]。

- レフト鈴木（レフトすずき、1987年12月8日 - ） 
  - 埼玉県出身
  - 身長178cm
  - 本名は鈴木 敬
  - ツッコミ担当
  - 千葉大学卒業[12]
  - 日本語検定1級、実用英語技能検定3級、語彙・読解力検定準1級のそれぞれの資格有り[13]。
  - 好きなアーティストはaiko、Mr.children、宇多田ヒカル、AKB48[2]。
  - 好きな映画は細田守作品、踊る大捜査線シリーズ、ヱヴァンゲリヲン新劇場版、モテキ[2]。ヱヴァンゲリヲン新劇場版や踊る大捜査線のシーンを再現できることも特技[3]。
  - 得意なスポーツはサッカー（中学、高校6年間通してサッカー部だった）、フットサル[2]。サッカーでは埼玉県大会でベスト32まで進出経験がある[7]。
  - 好きな漫画、アニメは新世紀エヴァンゲリオン、進撃の巨人、モテキ、のだめカンタービレ、ピューと吹く!ジャガー、セクシーコマンドー外伝 すごいよ!!マサルさん[2]。
  - 漫画以外の読書も趣味で、年に50冊以上は読む。好きな作家は東野圭吾、伊坂幸太郎、湊かなえ、百田尚樹[2]。
  - ゲームは上田雅史同様にウイニングイレブンが好きで、このゲームのオンライン大会で優勝経験が有り、全国ランキングでは最高で100位ほどまで行ったことがある[3]。
  - 特技はくりぃむしちゅー上田晋也がこれまでに言って来た例えツッコミを全て憶えていること、五十音のどれを言われてもフットボールアワー後藤輝基の例えツッコミを言えること、ラジオ番組で自分が書いたハガキが採用されるコツを語れること[3]。芸人デビュー前にハガキ職人として上田晋也のラジオ番組に投稿していた頃があり、この時に上田晋也に「芸人になった方がいい」と言われたのがきっかけで芸人になることを決めた[14]。なお『レフト鈴木』の芸名の名付け親も上田晋也である[15]。
  - 芸名はレフトだが、手は右利き（ブログのタイトルにもなっている[16]）。
  - パチンコ好きで[2]、パチンコで勝つために基本的な店、台、時期のそれぞれの選び方も語ることが出来る[3]。

## 来歴・芸風
三人ともワタナベコメディスクール10期生（2009年4月入学、2010年3月卒業）出身。上田と嘉数は同スクール在学中の2009年中にコンビ『ヘッドスライディング』を結成。なお、鈴木は同スクール入学前から芸歴があり、2007年8月30日から2008年12月31日までコンビ『たんたかたん』で活動。スクール入学後の2009年から2010年途中までピン芸人、2010年途中からは、'らむとのコンビ『西千葉コメディスター』で活動。西千葉コメディスターは2011年10月で解散、この後くりおね結成までは再びピンでの活動になる。
2012年10月にヘッドスライディングとのユニットでライブに出演、翌11月に正式に鈴木がヘッドスライディングに加入、同時にトリオ名を『くりおね』とする。
2019年8月に解散を発表。上田は引退して「ニューラルマーケティング株式会社」の専務取締役に転身、嘉数は乙・島山ノブヨシとのものまね芸人ユニット「ノブとカカズ」として、鈴木はeスポーツ芸人として活動する。
ネタは漫才、コント共に行う。漫才では、ツッコミとして三人で一斉につんのめるという振りがある（これと共に、ボケとして一人だけつんのめるという振りもある）。

## 出演

### テレビ
- グリグリくりぃむ（テレビ朝日）- 2013年4月2日、2013年4月9日
- 有吉ジャポン（TBS）- 2015年6月20日
- お笑いワイドショー マルコポロリ!（関西テレビ）- 2015年6月28日、2015年7月1日、2015年10月25日、2016年1月3日
- 『ぷっ』すま（テレビ朝日）- 2017年1月21日・2月4日
- 内村てらす（日本テレビ）- 2017年4月7日・4月14日・7月21日
- 坂上忍と○○の彼女（日本テレビ）- 2018年2月24日
- ZIP!（日本テレビ）- 「ワラガチャ!」コーナー 2018年3月13日初出演

ヘッドスライディング時代の出演
- 芸人報道（日本テレビ）- 2010年9月28日
- 奇跡ゲッター ブットバース!!（TBS）- 2011年7月 9日
- スパモク!!『今! この芸人が面白い 爆問パワフルフェイス! 見逃し厳禁ネタ30連発』（TBS）- 2011年11月24日
- 笑う経済白書 THEピンキリSHOW（TBS）- 2012年1月25日

嘉数のみ出演
- 内村とザワつく夜（TBS）- 2014年6月10日
- 水曜日のダウンタウン（TBS）- 2014年6月11日、2015年5月6日
- 正月なのに不幸オーラ全開!有吉VSミジメちゃん 今年幸せになってほしい大賞（フジテレビ）- 2015年1月2日

上田のみ出演
- イチハチ（TBS）- 2011年1月12日
- 芸能★BANG+（日本テレビ）- 2012年5月22日
- 森田一義アワー 笑っていいとも!（フジテレビ）- 2012年12月20日「ぼっちゃん対抗! たぶんお宝グランプリ!」コーナー
- カスペ!「マジか!?」（フジテレビ）- 2013年3月5日、2013年7月16日
- ライオンのごきげんよう（フジテレビ）- 2013年4月4日
- ナカイの窓（日本テレビ）- 2013年5月8日
  - ナカイの窓「芸能人100人集結! 年収&恋愛&私生活 一斉調査SP」- 2013年5月4日
- 有田チルドレン（TBS）- 2015年5月5日、2015年6月23日
- 解決!ナイナイアンサー（日本テレビ）- 2015年5月12日
- お笑いワイドショー マルコポロリ!（関西テレビ）- 2015年6月28日、2015年7月1日、2015年10月25日、2016年1月3日
- 内村てらす（日本テレビ）- 2017年4月7日・4月14日・7月21日
- 水曜日のダウンタウン（TBS）- 2017年6月28日
- 良かれと思って!（フジテレビ）- 2018年2月7日

鈴木のみ出演
- Girl's Pop'n Party（千葉テレビ）
- おはYo・Hiテンション!（千葉テレビ）
- 日本語探Qバラエティ クイズ!それマジ!?ニッポン（フジテレビ）